# Северный полюс-1

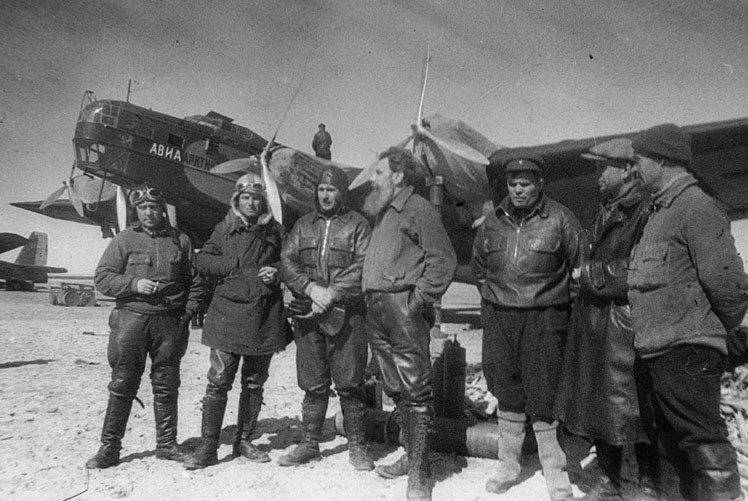
Руководитель и пилоты самолётов экспедиции «Северный полюс» (слева направо): И. Т. Спирин, М. И. Шевелёв, М. С. Бабушкин, О. Ю. Шмидт, М. В. Водопьянов, А. Д. Алексеев, В. С. Молоков

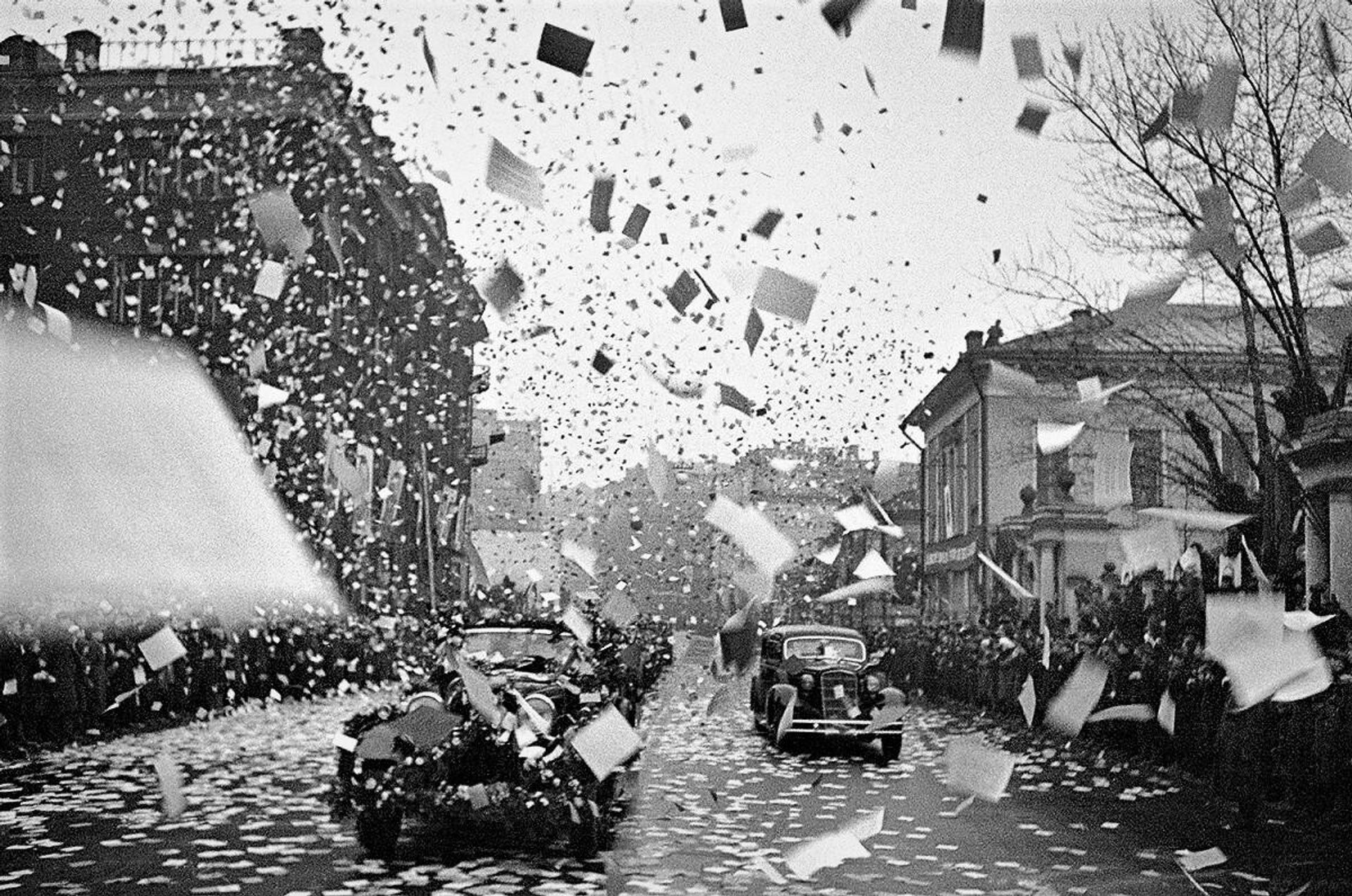
Москвичи встречают участников экспедиции «Северный полюс». Фото П. Трошкина

Дрейфующая станция «Северный полюс» («СП», впоследствии «Северный полюс-1», «СП-1») — первая в мире советская полярная научно-исследовательская дрейфующая станция.
Высадка экспедиции на лёд была выполнена 21 мая 1937 года. Официальное открытие «СП» состоялось 6 июня 1937 года (вблизи Северного полюса), когда льдину покинули самолёты, доставившие полярников и оборудование. Состав: руководитель станции Иван Дмитриевич Папанин, метеоролог и геофизик Евгений Константинович Фёдоров, радист Эрнст Теодорович Кренкель, гидробиолог и океанограф Пётр Петрович Ширшов.
Созданная в районе Северного полюса станция «СП» через 9 месяцев дрейфа (274 дня) была вынесена на юг, в Гренландское море, льдина проплыла более 2000 км.
19 февраля 1938 года ледокольные пароходы «Таймыр» и «Мурман» сняли четвёрку зимовщиков в нескольких десятках километров от берегов Гренландии, за 70-й широтой.

## Подготовка
13 февраля 1936 года в Кремле на совещании об организации транспортных полётов Отто Юльевич Шмидт — глава Советской Арктической экспедиции изложил разработанный план воздушной экспедиции на Северный полюс для основания станции в его районе. Сталин и Ворошилов на основании плана приняли правительственное постановление, поручавшее Главному Управлению Северного морского пути (Главсевморпуть) организовать в 1937 году экспедицию в район Северного полюса и доставить туда на самолётах оборудование научной станции и зимовщиков. Руководство возложили на Шмидта.
Для выбора места (аэродрома) промежуточной базы для штурма полюса на острове Рудольфа (Земля Франца-Иосифа) весной 1936 года в разведку отправились лётчики Водопьянов и Махоткин. В августе 1936 года туда направился ледокольный пароход «Русанов» (начальник экспедиции И. Д. Папанин) с грузом для строительства новой полярной станции и оборудования аэродрома. На станции Остров Рудольфа — северной оконечности архипелага Земля Франца-Иосифа — осталось 24 человека, Папанин вернулся в Москву.
Участники экспедиции: Иван Папанин — руководитель полярной станции «Северный полюс», Эрнст Кренкель — радист, ставший широко известным после спасения  107 человек с раздавленного во льдах Чукотки парохода «Челюскин» в феврале 1934 года, гидробиолог Пётр Ширшов — тоже участник рейса парохода «Челюскин» и метеоролог-геофизик Евгений Фёдоров.
Палатку для жилого лагеря разработали в НИИ резиновой промышленности и изготовили на московском заводе «Каучук». Её каркас сделан из легко разбирающихся алюминиевых труб; стены — брезентовые, между ними проложено два слоя гагачьего пуха, пол — резиновый, надувной. К палатке пристроен тамбур. Вес палатки 160 кг, длина 2 метра, высота 2,5 метра, ширина 4 метра.
Центральная радиолаборатория в Ленинграде изготовила две радиостанции — мощную на 80 ватт и 20-ваттную аварийную. Основным источником питания служили два комплекта щелочных аккумуляторов, заряжающихся от небольшого ветряка или от динамо лёгкого бензинового двигателя (имелся и движок с ручным приводом). Всё оборудование, начиная от антенны и кончая мельчайшими запасными деталями, было сделано при личном наблюдении Кренкеля и при непосредственном руководстве радиотехника Николая Николаевича Стромилова. Вес всего радиооборудования укладывался в полтонны.
По специальным чертежам судостроительный завод им. Каракозова (Ленинград) построил специальные нарты из ясеня, они весили 20 кг. Институт инженеров общественного питания приготовил для зимовщиков запасы продуктов питания на полтора года, весом около 5 тонн.
Зимовщики не брали с собой врача, его обязанности были возложены на Ширшова.
13 февраля 1937 года на заседании в Кремле (Сталин, Молотов, Каганович, Ворошилов, Орджоникидзе, Микоян, Ежов) Шмидт отчитывается о проделанной работе и о подборе участников экспедиции. Правительство дало согласие на участие в экспедиции самого Шмидта.
Эскадра воздушной экспедиции состояла из самолётов Управления полярной авиации Главсевморпути: четырёх четырёхмоторных АНТ-6-4М-34Р «Авиаарктика» и двухмоторного разведчика Р-6 (АНТ-7).
Заместитель Шмидта — начальник полярной авиации (зам. нач. Главсевморпути) Марк Иванович Шевелёв. Командир лётного отряда — Герой Советского Союза Михаил Васильевич Водопьянов, флагштурман экспедиции — Герой Советского Союза комбриг Иван Тимофеевич Спирин.
Флагманский самолёт вёл Водопьянов (второй пилот — М. С. Бабушкин). Вторым самолётом управлял Герой Советского Союза комбриг Василий Сергеевич Молоков. Третьим — Анатолий Дмитриевич Алексеев. Четвёртым — Илья Павлович Мазурук, самолётом-разведчиком — Павел Георгиевич Головин. На этапе разведки экспедиции помогал самолёт Р-5 полярной авиации, им управлял лётчик Л. Г. Крузе.
Синоптик экспедиции — Борис Львович Дзердзеевский. Специальный корреспондент «Известий» Эзра Виленский (шеф-повар экипажа Алексеева). Кинооператор экспедиции — Марк Трояновский.

## На штурм полюса
- 22 марта с Московского аэродрома эскадра поднялась в воздух — через 5 часов посадка на аэродроме в 27 км от Архангельска. Колёсное шасси было сменено на лыжное.
- 30 марта перелёт в Нарьян-Мар[3] (аэродром — лёд на реке Печора).
- 12 апреля: по плану экспедиции самолёты должны были вылететь прямиком на о. Рудольфа, но раскисший аэродром не дал взлететь полностью загруженным машинам, пришлось слить топливо. Приземлились у станции Маточкин Шар (Новая Земля).
- 19 апреля добрались до о. Рудольфа.
- 4 мая полёт Головина к полюсу (экипаж: штурман — Волков; механики — Кекушев, Терентьев; радист — Стромилов). В 11:23 самолёт поднялся в воздух — в 16:32 достиг полюса (полюс был закрыт сплошной низкой облачностью) — в 22:45 приземлились на о. Рудольфа. В ходе совещания по результатам полёта Шмидтом было принято решение послать вначале только один 4-хмоторный самолёт флагмана на полюс, а уже по его радиомаяку навести на посадку остальные.
- 12 мая на разведку на полюс полетел Дзердзеевский с лётчиком Крузе на самолёте Р-5. Основной задачей полёта было исследование атмосферы. Из-за сплошной облачности самолёт потерял ориентиры и, когда топливо было на исходе, лётчик посадил его вслепую на лёд. Посадка была удачной, но топлива оставалось на 20 минут. П. Г. Головин на Р-6 доставил в район посадки топливо, еду и тёплые вещи. Они просидели на льдине пять дней в ожидании погоды и 17 мая вернулись на остров Рудольфа[2].
- В 4:52 21 мая в воздух поднялась машина Водопьянова, на борту: Шмидт, Водопьянов, Бабушкин, Спирин, Бассейн, Морозов, Петенин, Иванов, Папанин, Кренкель, Ширшов, Федоров, Трояновский. На всём протяжении полёта поддерживалась радиосвязь, уточнялась погода и характер ледяного покрова. Во время полёта произошла авария: в верхней части радиатора 3-го мотора образовалась течь во фланце, стала испаряться охлаждающая жидкость (антифриз). Морозову и Петенину пришлось разрезать обшивку крыла и подкладывать тряпку, которая впитывала жидкость, выжимать её в ведро, а из него насосом перекачивать в бачок мотора. Эту операцию механикам приходилось проводить, высовывая голые руки из крыла при −20°C и стремительном ветре (механики выполняли эту работу до самой посадки). В 10:50 достигли полюса. В 11:12 связь внезапно оборвалась. («…у Симы сгорела машинка…») Теперь командиром авиаотряда назначили Молокова, главным штурманом — Ритсланда. При посадке самолёта на полюс впервые использовался тормозной парашют.
- 25 мая старт оставшейся группы самолётов. В 5:25 самолёт Молокова достиг полюса. Вскоре его машина нашла стоянку Водопьянова и приземлилась рядом. Остальные самолёты не смогли найти лагерь, им пришлось остановиться возле полюса. Экипаж Алексеева оказался к полюсу ближе всех — всего 8 км, они тотчас связались с Молоковым. С Мазуруком связь оборвалась на двое суток.
- 27 мая самолёт Алексеева добрался до той же льдины, что и Водопьянов с Молоковым.
- 28 мая зимовщики закончили сборку жилой палатки.
- 29 мая на поиски машины Мазурука отправился экипаж Молокова. Не найдя, вернулись обратно, как раз и радиотелефонная связь с пропавшей машиной была восстановлена.
- 30 мая Москва передавала по радио специальный концерт для всех участников экспедиции.
- 31 мая Сима Иванов установил через радиостанцию Диксона на волне 33 метра прямую радиотелефонную связь с Москвой (штаб-квартирой Главсевморпути).
- 1 июня закончили монтаж палатки и приборов для гравитационных наблюдений.

Шмидт разработал математические методы определения направления и скорости дрейфа льдов. Уже тогда, наблюдая характер дрейфа, Шмидт сделал вывод, что льдину вынесет к берегам Гренландии.
- 3 июня Шмидт распорядился выслать ледокол с колёсами (шасси) для экспедиции. В этот день льдина с экспедицией пересекла 89-ю параллель.
- 4 июня Ширшов закончил изготовление самодельной лебёдки для проведения гидрологических измерений (стационарная была в машине Мазурука). Сразу же взяли гидрологическую станцию: температура воды на глубине 300 м — + 0,62°C; 500 — + 0,42°C; 1000 — −0,17°C. Всего было взято 15 горизонтов. В этот же день у гидрологической майны Бронтман поймал рачка бокоплава.
- 5 июня прилетел Мазурук, он привёз пятого папанинца (так окрестили отважную четвёрку полярников) — пса Весёлого. Теперь на полюсе находилось 45 человек. Днём Ритсланд поймал пуночку.
- 6 июня перед отлётом самолётов состоялся прощальный митинг (с пением «Интернационала») и подъёмом флагов (с государственным гербом СССР и портретом Сталина) в честь открытия станции «Северный полюс».

## Самолёты возвращаются
- В 3:42 эскадра легла на обратный курс.
- Около 9 часов все машины, кроме Алексеева, сели на о. Рудольф. Алексееву не хватило горючего, и он сел на лёд.
- Где-то недалеко к северу (около 100 км) на льду сидела обеспечивающая метеосводками машина Крузе.
- 8 июня к Алексееву с бункером топлива вылетел Головин и уже поздно ночью (в районе полярный день) все три машины вернулись на базу о. Рудольфа.
- 16 июня перелёт о. Рудольфа—Амдерма. Чтобы обеспечить посадку самолётов, местным рабочим (Амдермы) приходилось на грузовиках привозить снег на аэродром (лето — все растаяло).
- 19 июня в Амдерму пробился ледокольный пароход «Садко» с колёсами (шасси) для самолётов.

Из Амдермы на Архангельск вылетели в тот день, когда управляемый В. П. Чкаловым АНТ-25 пролетел над Северным полюсом.
- 2:24 25 июня вылетели из Архангельска. Сели в Калинине. В 5 часов сели на центральном аэродроме им. Фрунзе (Москва). Встречало правительство. С речами выступили Шмидт и Водопьянов. Затем триумфальный проезд участников экспедиции через Москву к Большому Кремлёвскому дворцу, где в Георгиевском зале состоялся праздничный приём-ужин, а затем концерт.

## Дрейф
Размер льдины: 3x5 км, толщина 3 м. Каждый месяц в Москву отправлялись отчёты о проделанной научной работе.
С конца января 1938 года льдина непрерывно уменьшалась, и вскоре полярникам пришлось послать радиограмму:

«В результате шестидневного шторма в 8 утра 1 февраля в районе станции поле разорвало трещинами от полкилометра до пяти. Находимся на обломке поля длиной 300, шириной 200 метров. Отрезаны две базы, также технический склад… Наметилась трещина под жилой палаткой. Будем переселяться в снежный дом. Координаты сообщу дополнительно сегодня; в случае обрыва связи просим не беспокоиться».

На спасение четвёрки были направлены: самолёт лётчика Власова, пароход «Мурманец», а затем и «Мурман» с «Таймыром». Последние два и сняли папанинцев с льдины.
«… В этот час мы покидаем льдину на координатах 70 градусов 54 минуты нордовой, 19 градусов 48 минут вестовой и пройдя за 274 суток дрейфа свыше 2500 км. Наша радиостанция первая сообщила весть о покорении Северного полюса, обеспечила надёжную связь с Родиной и этой телеграммой заканчивает свою работу».

## Итоги
Научные результаты, полученные в уникальном дрейфе, были представлены Общему Собранию АН СССР 6 марта 1938 года и получили высокую оценку специалистов. Всем участникам экспедиции были присвоены учёные степени докторов географических наук.
За выдающийся подвиг в деле освоения Арктики всем четырём полярникам было присвоено звание Героя Советского Союза. Также это звание было присвоено лётчикам, доставившим экспедицию на Северный полюс — А. Д. Алексееву, П. Г. Головину, И. П. Мазуруку и М. И. Шевелёву.
Самолёты для экспедиции (5 штук) формально были взяты в аренду у Правительства. По рассказу М. И. Шевелёва, когда после окончания экспедиции обсуждался вопрос, что делать с оплатой самолётов, ему было сказано, что кинофильм «На Северном полюсе», снятый М. Трояновским, принёс доход в валюте, несколько раз покрывающий все затраты на экспедицию и, таким образом, финансовый вопрос далее не обсуждался.

## Память
- В 1995 году Банком России в серии «Исследование Русской Арктики» выпущена серебряная памятная монета достоинством 25 руб., посвящённая станции «Северный полюс» (1937) и трансарктическому перелёту экипажа В. П. Чкалова.
- В 1938 году была выпущена серия марок «Воздушная экспедиция на Северный полюс в 1937 г.», посвящённая открытию первой в мире дрейфующей станции «Северный полюс». На первых двух марках этой серии (номиналом 10 и 20 коп.) указан маршрут доставки полярников на полюс. Третья и четвёртая марки (номиналом 40 и 80 коп.) изображают флаг СССР на Северном полюсе[4]. В том же году была выпущена другая серия марок: «Снятие со льдины советских полярников станции „Северный полюс“», где изображены полярники на льдине, встречающие ледоколы «Мурман» и «Таймыр», а также четверо героев-полярников на борту ледокола.

В филателии и нумизматике
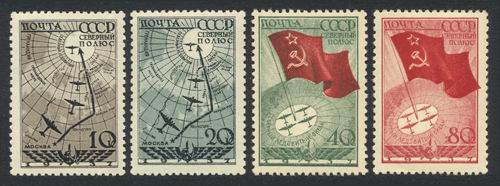
1938 год. Серия марок, посвященных дрейфующей станции «Северный полюс»
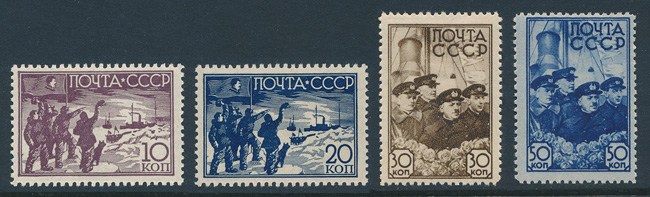
1938 год. Снятие со льдины советских полярников станции «Северный полюс» ледоколами «Мурман» и «Таймыр»
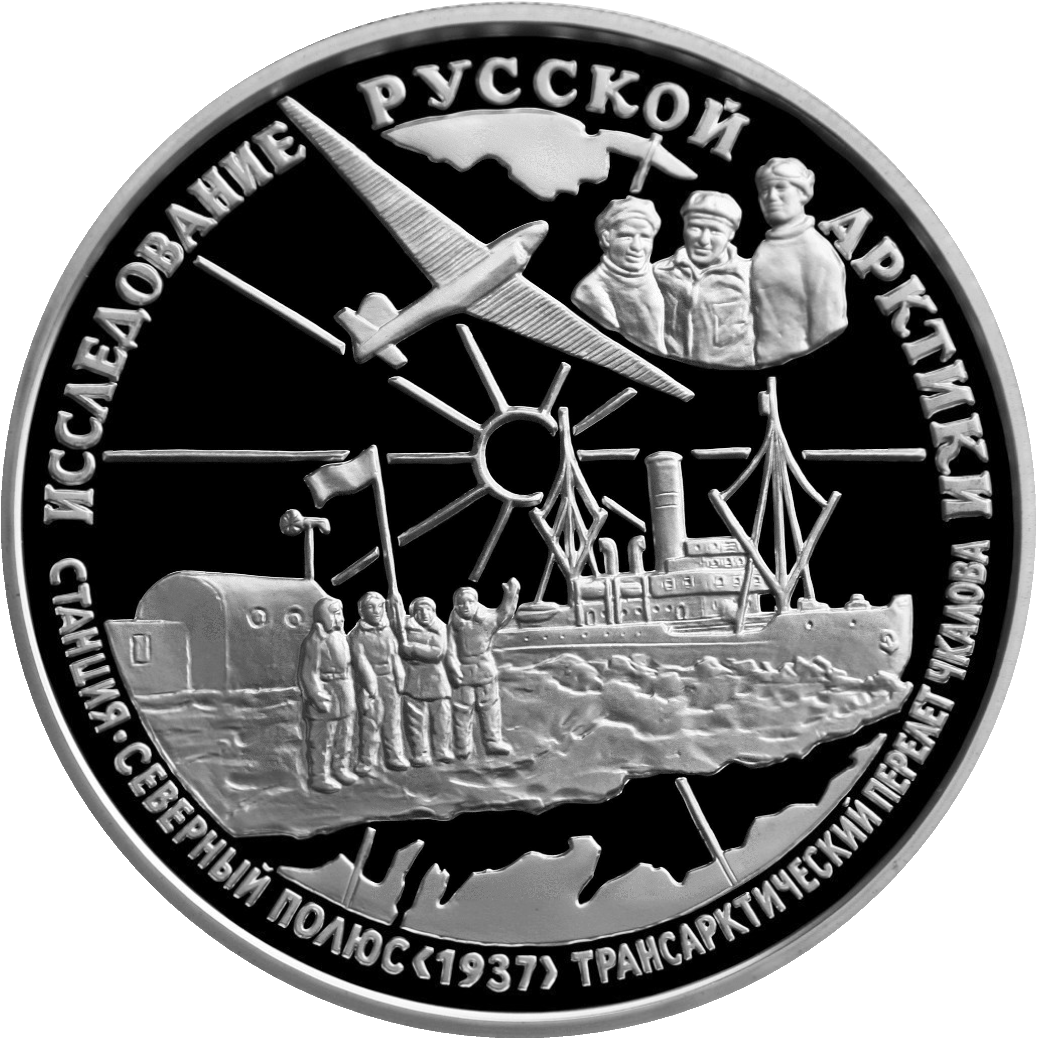
Памятная серебряная монета 25 рублей Банка России 1995 года «Станция Северный полюс (1937). Трансарктический перелёт Чкалова» (реверс)
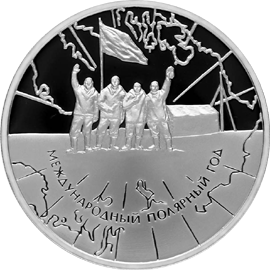
Папанинцы на памятной серебряной монете 3 рубля «Международный полярный год» (Центральный банк России, 2007)
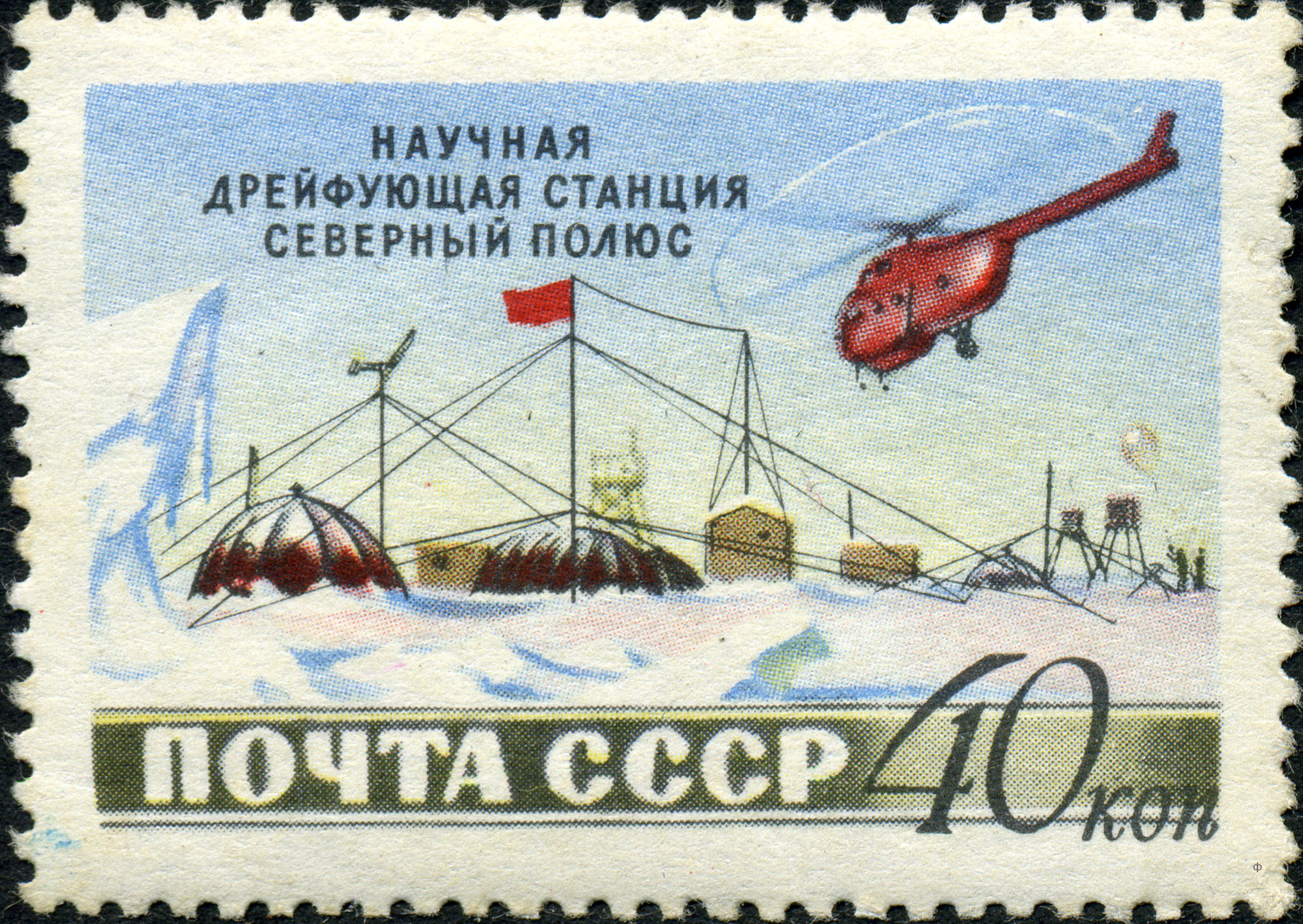
1955 год. Советская научная дрейфующая станция «Северный полюс». Общий вид станции. Номинал 0,40 руб.
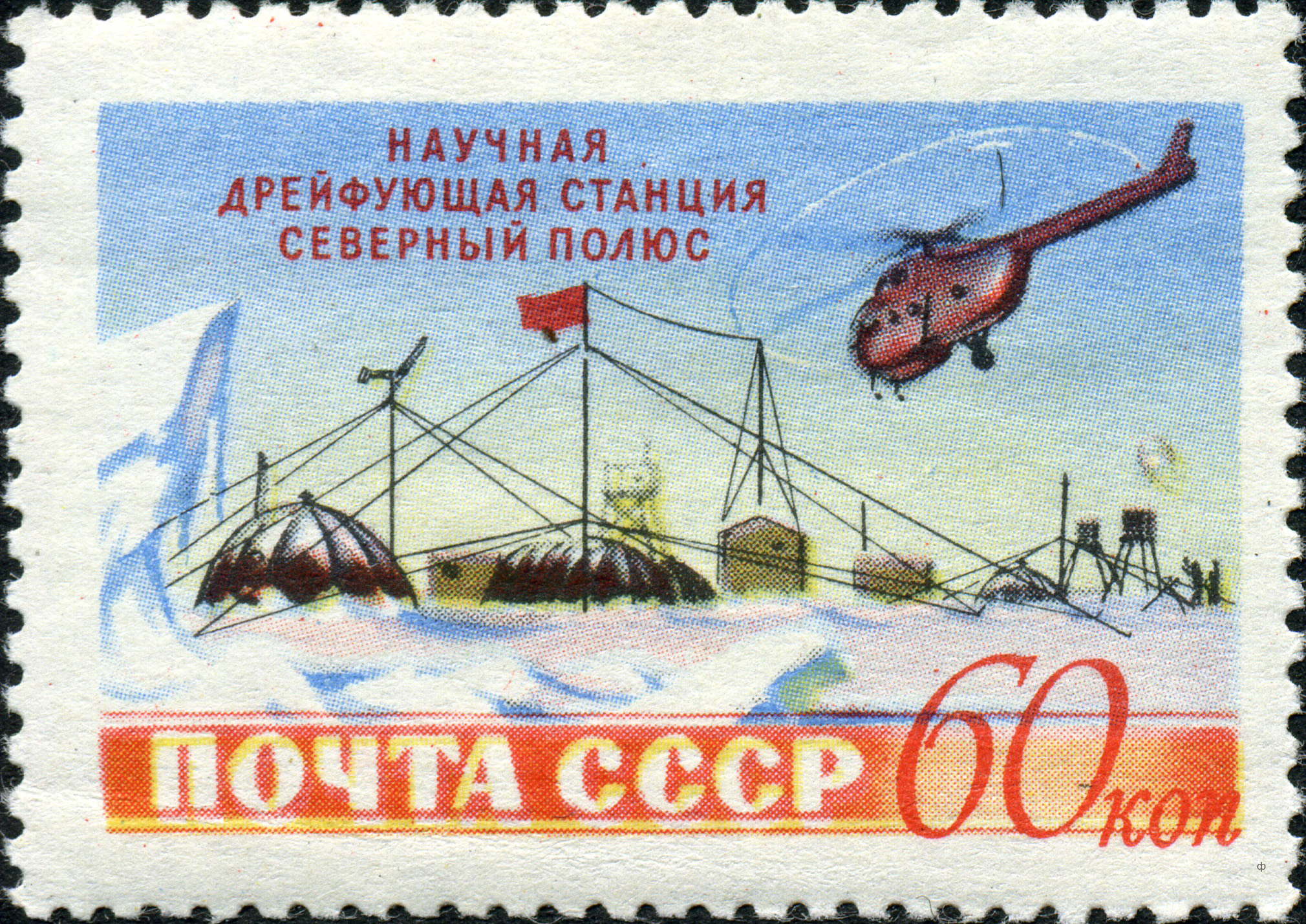
1955 год. Советская научная дрейфующая станция «Северный полюс». Общий вид станции. Номинал 0,60 руб.
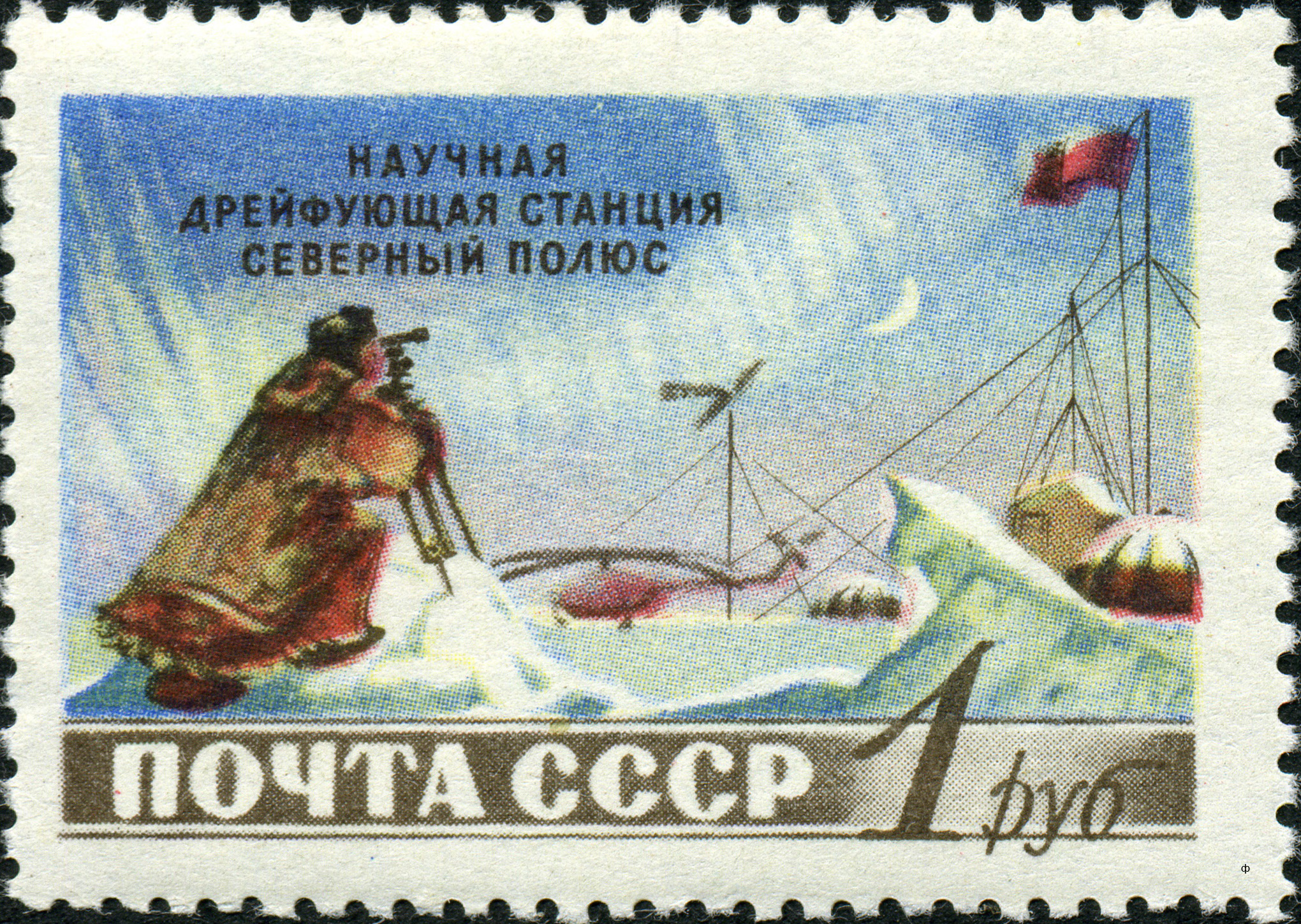
1955 год. Советская научная дрейфующая станция «Северный полюс». Научные наблюдения на станции. Номинал 1,00 руб.

## Фильм
- ЦСДФ (РЦСДФ) (1987). «Из жизни на «Северном Полюсе». Документальный фильм.  49 мин. {{cite episode}}: |series= пропущен или пуст (справка)